# Llista de masies de Casserres
Llista de masies del municipi de Casserres (Berguedà).
- Cal Bellús[2] o Ballús
- Barbats[2]
- Barraca de la Rovirassa de Baix
- Barraca de Viladases
- Barraca del Lledó
- Bauma de ca n'Aloy
- Bauma de les set portes
- Bauma del Soler de Sant Pau
- Bernades[2]
- Ca l'Escaler[2]
- Ca n'Eloi[2] o Ca n'Aloy
- Cal Bernadàs o Cal Barnadàs
- Cal Blasi[2]
- Cal Boixadera
- Cal Camadai
- Cal Camp Llarg
- Cal Caparrada
- Cal Carlís[2]
- Cal Carreres
- Cal Catiu de dalt
- Cal Cirera
- Cal Cotre
- Cal França
- Cal Francisco
- Cal Gatzerí[2]
- Cal Genic[2] o Cal Genic Vell
- Cal Gep
- Cal Janató
- Cal Joan de Ripès
- Cal Marxant de Fonollet
- Cal Millàs
- Cal Minguet
- Cal Miquel
- Cal Paraire[2]
- Cal Perdiu Vell
- Cal Peret
- Cal Peu Curt
- Cal Puntes[2]
- Cal Roc
- Cal Roquera
- Cal Ros[2]
- Cal Sargantana[2]
- Cal Segarra de Baix
- Cal Suena
- Cal Talaia
- Cal Tonis
- Cal Torrentí
- Cal Traginer
- Cal Trumfet
- Cal Ventura[2]
- Cal Viudet Vell
- Cal Xonill
- Cal Xoriguer
- Can Biel
- Can Roca
- Canudes[2]
- Casa Gran[2] o Casa Gran del Guixaró
- Casa l'Ametlla
- Casamitjana del Guixaró
- Casanova de la Fàbrega
- La Casa Nova del Pujol[2]
- Caselles
- Caseta Bernades
- Caseta de Cal Blasi
- Cobert de Cal Cunill
- Els Colls
- Els Colls del Lledó
- El Molinet
- El Vinçà
- Barraca dels Pinyers[2] o Els Pinyers
- La Barraca
- La Bauma
- La Bauma del Forroll
- La Cabana[2]
- La Caseta
- Cal Fàbrega[2] o La Fàbrega
- (La Resclosa???)
- Menudells[2] o Manudells
- Masoveria de Muntana
- Masoveria de Barbats
- Masoveria de Canudes
- Masoveria del Soler de Sant Pau
- Molí de Baix[2] o d'en Cirera
- Molí del Bernadàs[2]
- Molí de Dalt o d'en Cirera
- Molí del mig o d'en Cirera
- Molí Nou del Soler
- Montoliu
- Muntana
- Paller de Muntana
- Porxo de Cal Daniel
- Ripés
- La Rovirassa[2] o Rovirassa de Baix
- Serrajoana[2]
- Soler de Sant Pau[2]
- Solerot
- Trullàs
- Viladases[2]
- Vilanova[2]